# Henry Margenau
Henry Margenau (* 30. April 1901 in Bielefeld; † 8. Februar 1997 in Hamden (Connecticut)) war ein deutsch-US-amerikanischer Physiker und Wissenschaftsphilosoph.

## Leben
Margenau machte eine Ausbildung als Grundschullehrer in Deutschland und kam 1922 in die USA, wo er bei einem entfernten Verwandten in Nebraska wohnte und als Farmhelfer arbeitete. Er studierte auf dem Midland Lutheran College in Nebraska hauptsächlich Latein, mit dem Bachelor-Abschluss nach nur einem Jahr 1924. Danach setzte er sein Studium an der University of Nebraska fort mit dem Master-Abschluss in Physik 1926 (mit einer Master-Arbeit über den Zeeman-Effekt) und an der Yale University, an der er 1929 promoviert wurde. Danach war er als Sterling Fellow in Europa, wo er die damals neue Quantenmechanik studierte, und lehrte ab 1931 in Yale als Assistant Professor und ab 1939 als Associate Professor.
Im Zweiten Weltkrieg arbeitete er über Mikrowellen und Radar.
1945 erhielt er eine volle Professur in Yale und 1950 bis zu seiner Emeritierung 1969 war er Eugene Higgins Professor für Physik und Naturphilosophie an der Yale University. 1939 war er am Institute for Advanced Study, wo er mit John Archibald Wheeler und Eugene Wigner zusammenarbeitete. 1947 war er Gastprofessor an der University of California und 1953 und 1971 in Heidelberg. 1960 war er Fulbright Lecturer in Tokio.
Margenau befasste sich mit Kernphysik, intramolekularen Kräften, Spektroskopie,  Elektronik, Mikrowellen (unter anderem entwickelte er eine Radarantenne, mit der gleichzeitig empfangen und gesendet werden konnte) und schrieb über Beziehung von Wissenschaft zu Religion und Gesellschaft, den freien Willen, Bewusstsein (und Parapsychologie) und Philosophie der Physik. Seine Hinwendung zur Philosophie geschah Anfang der 1940er Jahre unter dem Einfluss von Ernst Cassirer in Yale. Beide hielten gemeinsame Vorlesungen über Kant und arbeiteten an einer Neuauflage von Cassirers Determinismus und Indeterminismus in der modernen Physik (von Margenau 1956 herausgebracht).
Er war mehrfacher Ehrendoktor, war Mitglied der American Academy of Arts and Sciences (1952) und der American Association for the Advancement of Science und er war Guggenheim Fellow. Er war Herausgeber von Foundations of Physics. Er war unter anderem Berater des US National Bureau of Standards, der Rand Corporation, von General Electric, Lockheed, der United States Atomic Energy Commission, des MIT Radiation Laboratory, der US Air Force und am Argonne National Laboratory. Er war Präsident der Philosophy of Science Association und Mitglied der Academie Internationale de Philosophie des Sciences in Brüssel. 1969 erhielt er die Devane Medal und 1955 den Century Award der Michigan State University.
Er war seit 1932 mit Liesel Noe verheiratet und hatte zwei Söhne und eine Tochter. Margenau war seit 1930 US-Staatsbürger.

## Schriften
- mit George Murphy (Herausgeber): The mathematics of physics and chemistry, 2 Bände, Van Nostrand 1943, 1956 (1. Auflage noch mit Margenau und Murphy als alleinigen Autoren in einem Band, in der 2. Auflage Zusatzkapitel verschiedener Autoren)
- The Scientist, Time Life Books 1964
- The nature of physical reality, McGraw Hill 1950, Oxbow Press 1977 (Reprint)
- Herausgeber: Integrative principles of modern thought, Gordon and Breach 1972
- Ethics of Science 1964, Krieger 1979
- Scientific Indeterminism and Human Freedom, 1968
- Physics - principles and applications, McGraw Hill 1949, 1953
- mit Robert  Bruce Lindsay: Foundations of Physics, Wiley 1936
- Herausgeber mit N. Kestner: Cosmos, Bios, Theos Scientists Reflect on Science, God, and the Origins of the Universe, Life, and Homo sapiens, Open Court Publishing Company 1992
- The Miracle of Existence. Ox Bow Press 1984
- Theory of intermolecular forces, Oxford, Pergamon Press 1969, 1971
- mit L.  LeShan: Einstein's Space and Van Gogh's Sky: Physical Reality and Beyond. Macmillan 1982
- Physics and Philosophy: Selected Essays, Reidel 1978
- Open Vistas: Philosophical Perspectives on Modern Science, Yale University Press 1961
- Thomas and the Physics of 1958: A Confrontation. Marquette University Press 1958